# Phalaenopsis pulcherrima
Espèce
Phalaenopsis pulcherrima est une espèce d'orchidées du genre Phalaenopsis, trouvée de l'île de Hainan à l'ouest de la Malaisie.